# Apatania eatoniana
Apatania eatoniana là một loài Trichoptera trong họ Apataniidae. Chúng phân bố ở miền Cổ bắc.